# Resolutie 1703 Veiligheidsraad Verenigde Naties
Resolutie 1703 van de Veiligheidsraad van de Verenigde Naties werd unaniem door de VN-Veiligheidsraad aangenomen op 18 augustus 2006, en verlengde het VN-kantoor in Oost-Timor met vijf dagen. Hiermee won de Raad meer tijd om het voorstel van secretaris-generaal Kofi Annan voor een multidimensionele en geïntegreerde missie in Oost-Timor met een militaire-, politie- en civiel component tot na de verkiezingen in Oost-Timor van 2007 te overwegen.

## Achtergrond
Nadat Portugal zijn kolonies losliet, werd Oost-Timor eind 1975 na een korte burgeroorlog onafhankelijk. Korte tijd later viel Indonesië het land binnen en ontstond een oorlog waarna Oost-Timor werd ingelijfd. In 1999 stemde Indonesië in met een volksraadpleging over meer autonomie of onafhankelijkheid waarop het merendeel van de bevolking voor de tweede optie koos.

## Inhoud
De Veiligheidsraad:
- Bevestigt zijn vorige resoluties over de situatie in Oost-Timor.
- Neemt nota van het rapport van secretaris-generaal Kofi Annan en dat van de secretaris-generaal van Justitie en Verzoening voor Oost-Timor.
- Neemt nota van de brieven van eerste minister van Oost-Timor José Ramos-Horta.

1. Beslist het mandaat van het VN-kantoor in Oost-Timor, UNOTIL, te verlengen tot 25 augustus.
2. Besluit actief op de hoogte te blijven.

## Verwante resoluties
- Resolutie 1677 Veiligheidsraad Verenigde Naties
- Resolutie 1690 Veiligheidsraad Verenigde Naties
- Resolutie 1704 Veiligheidsraad Verenigde Naties
- Resolutie 1745 Veiligheidsraad Verenigde Naties (2007)

Lijst ·  1652 ·  1653 ·  1654 ·  1655 ·  1656 ·  1657 ·  1658 ·  1659 ·  1660 ·  1661 ·  1662 ·  1663 ·  1664 ·  1665 ·  1666 ·  1667 ·  1668 ·  1669 ·  1670 ·  1671 ·  1672 ·  1673 ·  1674 ·  1675 ·  1676 ·  1677 ·  1678 ·  1679 ·  1680 ·  1681 ·  1682 ·  1683 ·  1684 ·  1685 ·  1686 ·  1687 ·  1688 ·  1689 ·  1690 ·  1691 ·  1692 ·  1693 ·  1694 ·  1695 ·  1696 ·  1697 ·  1698 ·  1699 ·  1700 ·  1701 ·  1702 ·  1703 ·  1704 ·  1705 ·  1706 ·  1707 ·  1708 ·  1709 ·  1710 ·  1711 ·  1712 ·  1713 ·  1714 ·  1715 ·  1716 ·  1717 ·  1718 ·  1719 ·  1720 ·  1721 ·  1722 ·  1723 ·  1724 ·  1725 ·  1726 ·  1727 ·  1728 ·  1729 ·  1730 ·  1731 ·  1732 ·  1733 ·  1734 ·  1735 ·  1736 ·  1737 ·  1738